# Moombahton
Moombahton je fúzní žánr house music a reggaetonu, který vytvořil americký DJ a producent Dave Nada na podzim roku 2010. Po hudební stránce je moombahton v podstatě Dutch house nebo electro house s tempem reggaetonu (obvykle 108 až 115 úderů za minutu) s bicími a perkusemi ovlivněnými raggaetonem. Dále obsahuje "silné basové linky, dramatické build-upy a vyplnění rychlými perkusivní prvky".